# Films américains sortis en 1902
Listes de films américains
- 1898
- 1899
- 1900
- 1901
- 1902
- 1903
- 1904
- 1905
- 1906

Cette liste des films américains de 1902 est non exhaustive.
| Titre                                                                                   | Réalisateur                           | Acteurs | Genre                        | Notes |
| --------------------------------------------------------------------------------------- | ------------------------------------- | ------- | ---------------------------- | ----- |
| Arrival of Prince Henry (of Prussia) and President Roosevelt at Shooter's Island (1902) |                                       |         | court-métrage d'informations |       |
| Babies Rolling Eggs                                                                     | Edwin S. Porter                       |         |                              |       |
| The Burlesque Suicide, No. 2                                                            | en:George S. Fleming, Edwin S. Porter |         |                              |       |
| Burning of Durland's Riding Academy                                                     | Edwin S. Porter                       |         | court-métrage documentaire   |       |
| Foxy Grandpa and Polly in a Little Hilarity                                             |                                       |         |                              |       |
| The Interrupted Bathers                                                                 | George S. Fleming, Edwin S. Porter    |         | court métrage comique        |       |
| Jack and the Beanstalk                                                                  | George S. Fleming, Edwin S. Porter    |         |                              |       |
| Where Golden Bars Are Cast                                                              | Harry Buckwalter                      |         | court métrage documentaire   |       |
| Ute Pass Express                                                                        | Harry Buckwalter                      |         | court métrage documentaire   |       |
| Trains Leaving Manitou                                                                  | Harry Buckwalter                      |         | court métrage documentaire   |       |
| Train in Royal Gorge                                                                    | Harry Buckwalter                      |         | court métrage documentaire   |       |
| Runaway Stage Coach                                                                     | Harry Buckwalter                      |         | court métrage documentaire   |       |
| Pike's Peak Toboggan Slide                                                              | Harry Buckwalter                      |         | court métrage documentaire   |       |
| Panoramic View of Seven Castles                                                         | Harry Buckwalter                      |         | court métrage documentaire   |       |
| Panoramic View of Hell Gate                                                             | Harry Buckwalter                      |         | court métrage documentaire   |       |
| Panoramic View of Granite Canyon                                                        | Harry Buckwalter                      |         | court métrage documentaire   |       |
| Panorama of Ute Pass                                                                    | Harry Buckwalter                      |         | court métrage documentaire   |       |
| Panorama of the Royal Gorge                                                             | Harry Buckwalter                      |         | court métrage documentaire   |       |
| Panorama of the Famous Georgetown Loop                                                  | Harry Buckwalter                      |         | court métrage documentaire   |       |
| Panorama of Cog Railway                                                                 | Harry Buckwalter                      |         | court métrage documentaire   |       |
| Leaving the Summit of Pike's Peak                                                       | Harry Buckwalter                      |         | court métrage documentaire   |       |
| Lava Slides in Red Rock Canyon                                                          | Harry Buckwalter                      |         | court métrage documentaire   |       |
| Hydraulic Giants at Work                                                                | Harry Buckwalter                      |         | court métrage documentaire   |       |
| Balloon Ascension                                                                       | Harry Buckwalter                      |         | court métrage documentaire   |       |
| Who Said Watermelon?                                                                    |                                       |         | court-métrage comique        |       |
| The Twentieth Century Tramp; or, Happy Hooligan and His Airship                         | Edwin S. Porter                       |         |                              |       |